# أنسيمس
أنسيمس ( مات ق. 68 AD، وفقًا للتقليد الكاثوليكي)، يُدعى أيضًا أنسيمس البيزنطي والرسول أنسيمس في الكنيسة الأرثوذكسية الشرقية، ربما كان عبدًا لفليمون من كولوسي، وهو رجل دين مسيحي. وقد يكون هو نفسه أنسيمس الذي سماه إغناطيوس الأنطاكي (توفي ق. 107) أسقفًا في أفسس مما يجعل موت أنسيمس أقرب إلى 95. إذا كان الأمر كذلك، فقد انتقل أنسيمس من عبد إلى أخ إلى أسقف.

## في الكتاب المقدس
يظهر اسم «أنسيمس» في رسالتين من رسائل العهد الجديد - في كولوسي 4 وفي فليمون. في كولوسي 4: 9  تحديد شخص بهذا الاسم على أنه مسيحي يرافق تيخيكس لزيارة المسيحيين في كولوسي . لم يذكر أي شيء آخر عنه في هذا السياق. قد يكون أنسيمس العبد الذي حرر كما ذكر في رسالة بولس الرسول إلى فليمون .
الرسالة إلى فليمون كتبها بولس الرسول إلى فليمون بخصوص شخص يعتقد أنه عبد هارب اسمه أنسيمس. يشك بعض العلماء المعاصرين في أعتبار أنسيمس عبد.  وجد أنسيمس طريقه إلى موقع سجن بولس (على الأرجح روما أو قيصرية )  للإفلات من العقاب على السرقة التي اتهم بها.  بعد سماع الانجيل من بولس، تحول أنسيمس إلى المسيحية . سعى بولس، بعد أن حوّل فليمون إلى المسيحية، إلى التوفيق بين الاثنين من خلال كتابة الرسالة إلى فليمون الموجودة اليوم في العهد الجديد . 

## في التقليد
يدعي البعض أن أنسيمس كان هو نفسه الذي كرس أسقفًا من قبل الرسل والذي قبل كرسي الأسقفية في أفسس  بعد تيموثاوس وقد شكك جوزيف فيتزماير في هذا.  في عهد الإمبراطور الروماني دوميتيان واضطهاد تراجان، سُجن أنسيمس في روما وربما استشهد رجمًا (على الرغم من أن بعض المصادر تدعي أنه قُطع رأسه). ومع ذلك، بما أن حكم دوميتيان كان من 81 إلى 96 بعد الميلاد، فإن موت أنسيمس يجب أن يقع في غضون هذه السنوات وليس عام 68 بعد الميلاد كما هو مذكور أعلاه.

## في الليتورجيا
يعتبر أنسيمس قديسًا من قبل العديد من الطوائف المسيحية. يحيي سينودس الكنيسة اللوثرية - ميسوري ذكراه هو وفليمون في 15 فبراير. 
تحتفل الكنائس الشرقية بأنسيمس في 15 فبراير. وتحتفل الكنائس الغربية بأنسيمس في 16 فبراير.  لكن في طبعة 2004 من كتاب الاستشهاد الروماني، أُدرج أنسيمس تحت 15 فبراير. حيث يوصف بأنه عبد هارب، قد حوله الرسول بولس للإيمان المسيح أثناء وجوده في السجن، معتبراً إياه ابنًا له، كما كتب هو نفسه إلى فليمون، سيد أنسيمس". 

## روابط خارجية
- "St. Onesimus". catholic.org. مؤرشف من الأصل في 2023-02-13.
- "St. Onesimus". santiebeati.it (بالإيطالية). Archived from the original on 2022-12-01.